# Утрехтское епископство
Утрехтское епископство (нидерл. Sticht Utrecht) — княжество-епископство Священной Римской империи, существовавшее с 1024 по 1528 годы.

## Основание
В 695 году папа Сергий I сделал Виллиброрда епископом Фризии. При поддержке правителя франков Пипина Геристальского был основан рыночный город Утрехт, где Виллиброрд и обосновался.

## Княжество-епископство

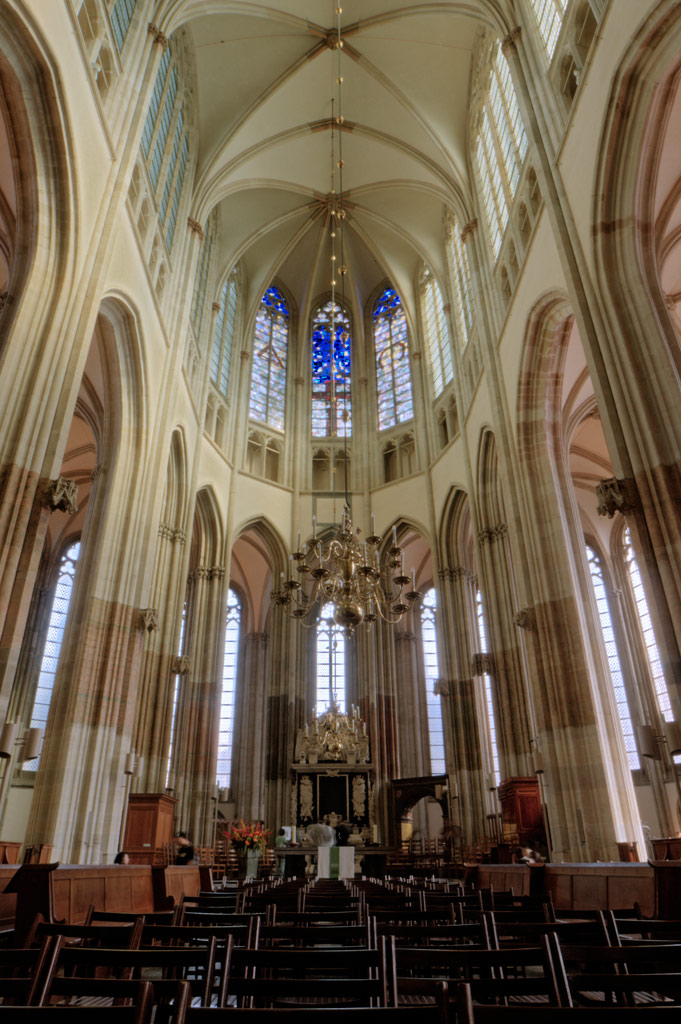
Утрехтский собор — кафедра епископа

Счастливые времена для епископов Утрехта наступили во время правления Саксонской династии, когда император часто призывал утрехтского епископа на имперские ассамблеи. В 1024 году было образовано княжество-епископство Утрехтское. Территория, управляемая епископом, называлась «Стихт Утрехт» (термином «sticht» («поучать») обозначалась любая территория, управляемая епископом или аббатом), она делилась на Nedersticht («Нижний стихт»; примерно соответствовал современной провинции Утрехт) и Oversticht («Верхний стихт»; лежала на территории современных провинций Оверэйсел, Дренте и части территории провинции Гронинген). Авторитет епископа Утрехтского поддерживался, в первую очередь, за счёт строительства замков на юге и востоке провинции Утрехт. Тогда как авторитет епископа в провинции Дренте был чрезвычайно слаб.
В ходе Гельдернской войны император Священной Римской империи Карл V Габсбург завоевал Утрехтское епископство. 20 октября 1528 г. Утрехтский князь-епископ Генрих (Heinrich von der Pfalz), побеждённый и униженный, уступил Карлу V все права на свои земли. Карл Габсбург счёл за лучшее расчленить бывшее епископство, создав сеньории Утрехт (Utrecht) и Оверэйссел (Overijssel).
С этого времени территория Утрехтского епископства стала частью земель Габсбургской монархии.